# Conspiracy (album de King Diamond)
Pour les articles homonymes, voir Conspiracy.
Albums de King Diamond
Them
(1988) The Eye
(1990)
Conspiracy est le quatrième album studio de King Diamond publié via le label Roadrunner Records le 21 août 1989 et produit par King Diamond et Roberto Falcao.

## Historique
La couverture de l'album fut censurée et modifiée en Corée du Sud. La couverture originale affiche la tête de King Diamond blessé au visage avec du sang qui coule. La couverture pour la version sud-coréenne, a été remplacée et le visage de King Diamond n'apparait plus, pour laisser place à un fond noir avec le logo King Diamond en rouge.
Il est le dernier album avec Mikkey Dee à la batterie, ce-dernier rejoignant dans un premier temps Don Dokken, puis en 1992, Motörhead. Il sera remplacé par Snowy Shaw.
L'album s'est classé à la 64e position aux Pays-Bas, à la 41e en Suède et à la 67e en Allemagne. L'album s'est également classé aux États-Unis via le billboard 200 à la 111e position.

## Album

### Résumé de l'intrigue
Suite de l'album Them, King revient à l'âge adulte à la maison d'Amon, pour reprendre sa place en tant qu'héritier de la maison. Certaines questions demeurent sans réponses, comme la mort de sa sœur, l'implication de sa mère avec son thérapeute diabolique et sa propre folie.
Il passe un accord avec « Them » en leurs restituant le contrôle de la maison, avec en échange la possibilité de revoir sa sœur maintenant morte, Missy. Il croit qu'elle peut aider à répondre à certaines de ses questions. Un accord est conclu, et Missy revient de sa tombe chaque nuit pour aider King à découvrir certains des mystères de « Them ». Toutefois, en tant qu'esprit, elle ne peut le sauver du complot qui le menace, tentant comme elle peut pour l'avertir.
La mère et le médecin de King ont constamment conspiré pour se débarrasser de lui afin qu'ils héritent de la maison. Pensant qu'ils ont réussi leur coup, l'album se conclut avec la promesse de King de les torturer et les hanter à jamais d'outre-tombe.

### Liste des titres
| No  | Titre                          | Musique                     | Durée |
| --- | ------------------------------ | --------------------------- | ----- |
| 1.  | At the Graves                  | King Diamond                | 8:56  |
| 2.  | Sleepless Nights               | King Diamond                | 5:05  |
| 3.  | Lies                           | King Diamond                | 4:22  |
| 4.  | A Visit from the Dead          | Andy LaRocque               | 6:12  |
| 5.  | The Wedding Dream              | King Diamond                | 6:01  |
| 6.  | Amon" Belongs to "Them"        | King Diamond, Andy LaRocque | 3:52  |
| 7.  | Something Weird (instrumental) | Andy LaRocque               | 2:07  |
| 8.  | Victimized                     | Andy LaRocque               | 5:21  |
| 9.  | Let It Be Done                 | King Diamond                | 1:13  |
| 10. | Cremation (instrumental)       | King Diamond                | 4:12  |

### Remaster bonus tracks
| No  | Titre                         | Musique      | Durée |
| --- | ----------------------------- | ------------ | ----- |
| 11. | At the Graves (Alternate Mix) | King Diamond | 7:18  |
| 12. | Cremation (Live Show Mix)     | King Diamond | 4:12  |

## Composition du groupe
- King Diamond - chants
- Andy LaRocque - guitare
- Pete Blakk - guitare
- Hal Patino - basse
- Mikkey Dee - batterie
- Roberto Falcao - claviers, ingénieur du son

## Charts
| Pays       | Durée du classement | Meilleur classement |
| ---------- | ------------------- | ------------------- |
| Allemagne  | 5 semaines          | 67e                 |
| États-Unis | 8 semaines          | 111e                |
| Pays-Bas   | 5 semaines          | 64e                 |
| Suède      | 1 semaine           | 41e                 |